# 조희풀

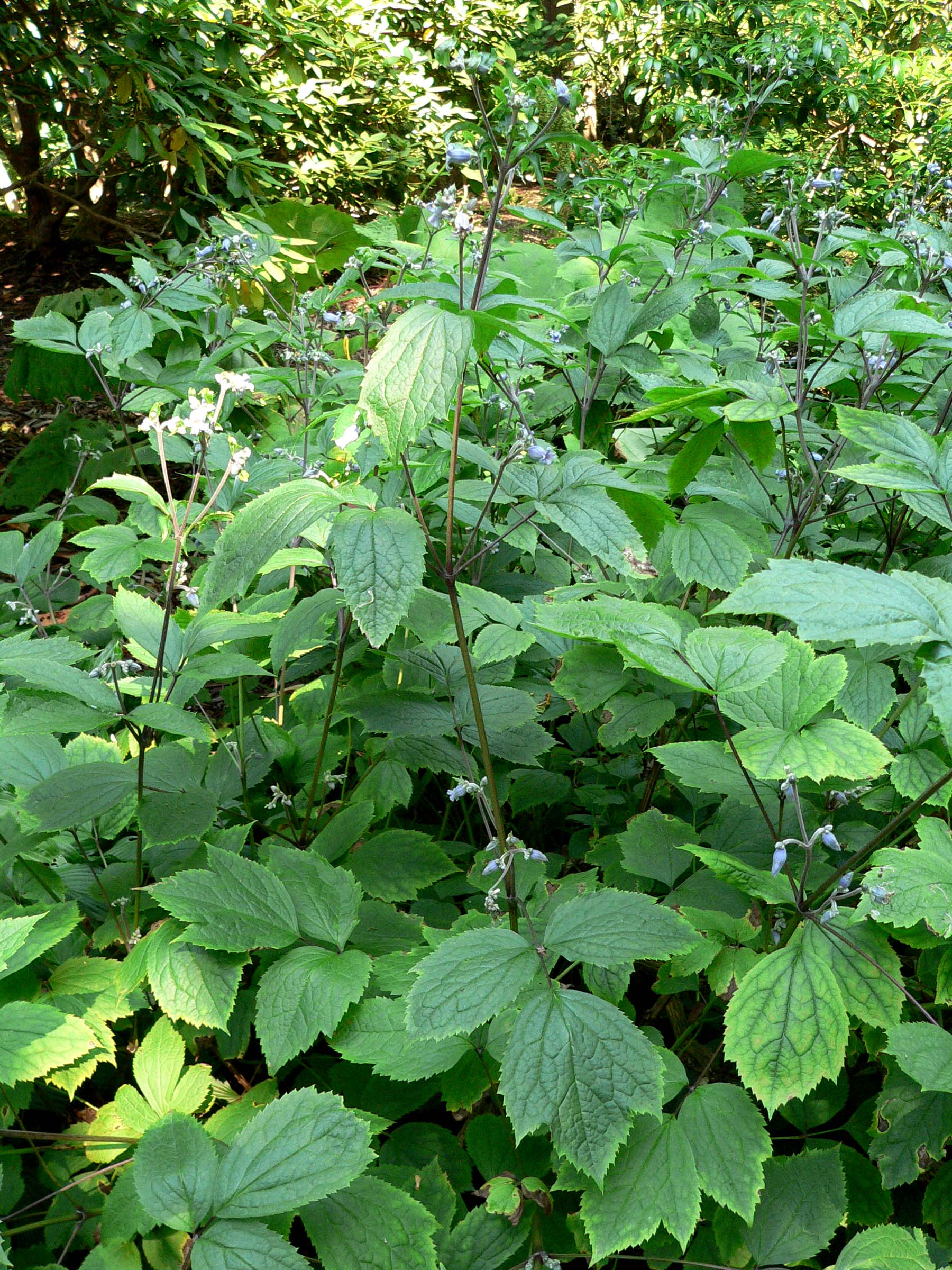
조희풀

조희풀(Clematis heracleifolia)은 한국 각처의 산지에 나는 낙엽관목으로 높이는 1m 내외이다. 잎은 마주나며 3장의 작은잎이 겹잎을 이룬다. 작은잎은 넓은 난형으로 길이 6-15cm이다. 양면이 거칠고, 가장자리는 흔히 3개의 얕은 결각이 생긴다. 꽃은 잡성화로 여러 송이가 꽃차례이고 하늘색, 보라색이다. 꽃받침은 4장으로 바깥쪽으로 젖혀진다. 열매는 수과로 흰색 깃털 모양의 긴 암술대가 붙는다.